# دانشگاه هاوایی در مانوا

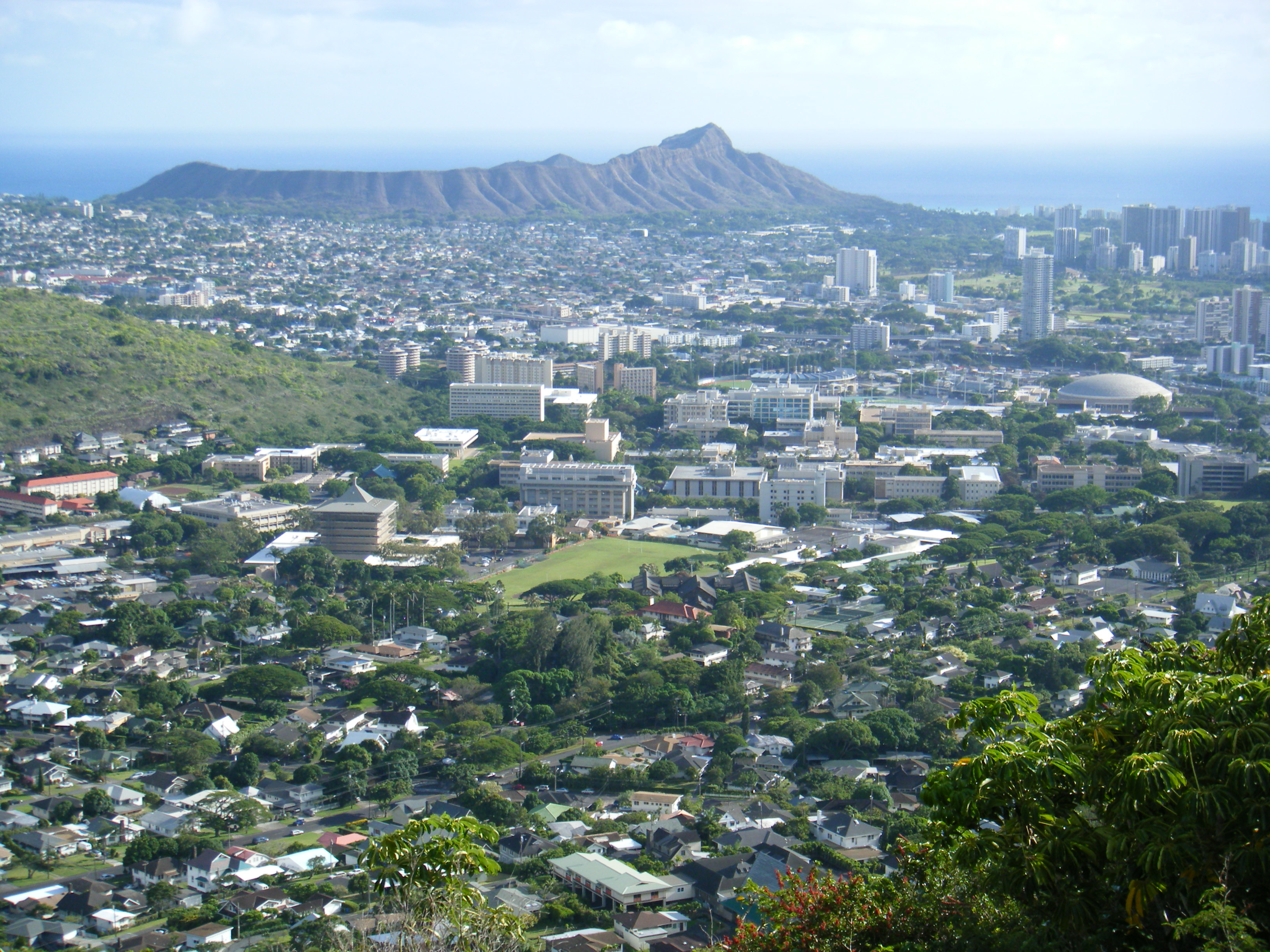

دانشگاه هاوایی در مانوا (به انگلیسی: University of Hawaii at Manoa) یک دانشگاه تحقیقاتی دولتی در هونولولو واقع در ایالت هاوایی آمریکا است که در سال ۱۹۰۷ میلادی بنیان‌نهاده شده‌است.

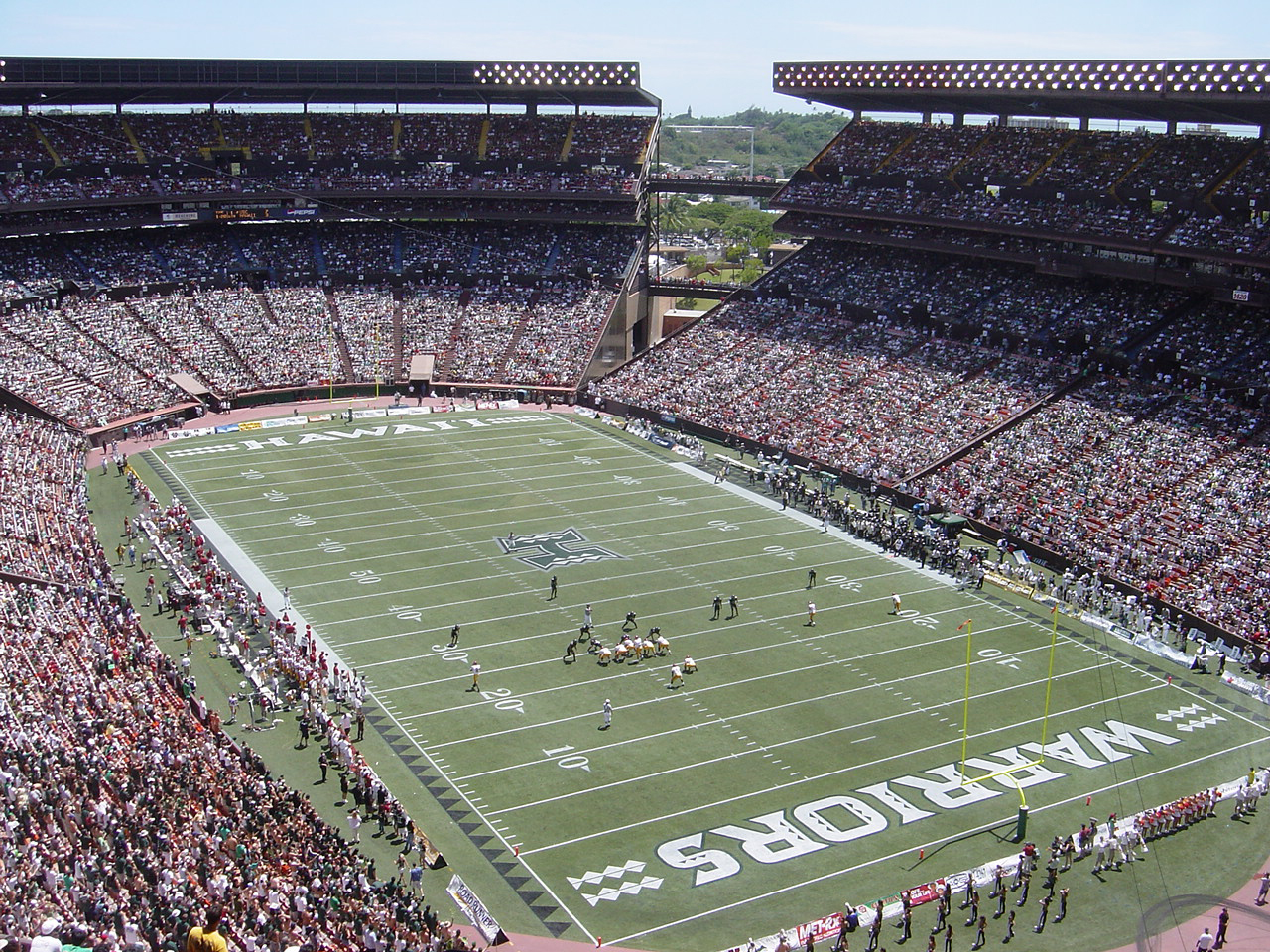
ورزشگاه آلوهای دانشگاه هاوایی